# 石狩河口橋
石狩河口橋（いしかりかこうきょう）は、北海道石狩市の石狩川に架かる国道231号の道路橋梁。1972年一部供用開始、1976年完成
。

## 概要
石狩川の最下流部、河口から約5kmの地点に架かる。斜張橋および合成桁からなり、全長は1412.7m。北海道内の国道に架かる橋としては桔梗高架橋（函館市）に次ぐ延長（平成20年4月1日現在）の長大橋である 。斜張橋部分の主塔はA型、斜材ケーブルは2組を2面吊りの放射形配置としている。

### 工期
- 第一期工事　1967年 - 1972年[1]
- 第二期工事　1973年 - 1976年[1]

### 橋梁諸元
- 種別 - 鋼道路橋
- 形式 - 3径間連続斜張橋・連続合成桁×5連 [2]
- 橋長 - 1,412.7m
  - 斜張橋部 - 288m
  - 合成桁部 – 123.8m（2径間連続桁）+248.8m（4径間連続桁）×4
- 最大支間
  - 斜張橋部 - 160m
  - 合成桁部 - 62.2m
- 幅員 - 8.0m（車道）+2.0m（歩道）
- 総重量 - 4,258t [2]
- 活荷重 - TL-20
- 完成年度 - 1976年（昭和51年）

## 歴史
石狩川の河口に橋を架けてほしいという要望は早くからあったが、河口部の川幅は1,500mもあるうえ、石狩川下流部には軟弱地盤が広がっており、技術的にも予算的にも困難なものであった。このため、長らく渡船（石狩渡舟）による往来が行われていた。1953年（昭和28年）に二級国道231号が指定され、1955年（昭和30年）には渡船が国営となり「動く国道」とも呼ばれたが、交通量の増大により、最盛期の（昭和46年）には１日平均4,000人以上、車両1,500台以上を運ぶまでになっていた。架橋の必要性が高まったことから、当時の最新の基礎工法を用いて1967年（昭和42年）に1期工事が着手され、1972年（昭和47年）8月に左岸堤防から664mの部分が完成し部分供用が開始された。その後、石狩川下流部の堤防整備（生振築堤）に伴う2期工事が行われ、1976年（昭和51年）11月に全長1412.7mが完成した。
この橋の完成により、国道231号はルートが切り替えられ、1973年（昭和48年）に石狩渡船は町営に戻ったが1978年（昭和53年）3月31日に廃止された。